# Лувозеро
Луво́зеро (Лув-озеро, Лув) — пресноводное озеро на территории Костомукшского городского округа и Ледмозерского сельского поселения Муезерского района Республики Карелии.

## Общие сведения
Площадь озера — 13,4 км², площадь водосборного бассейна — 1230 км². Располагается на высоте 148,8 метров над уровнем моря.
Форма озера лопастная, продолговатая: оно вытянуто с северо-запада на юго-восток. Берега изрезанные, каменисто-песчаные, преимущественно возвышенные, местами заболоченные.
Через озеро протекает река Ногеусйоки, впадающая в озеро Нюк, из которого берёт начало река Растас, впадающая в реку Чирко-Кемь.
Также в озеро впадают реки Контокки, Максим.
В озере около двух десятков безымянных островов различной площади, однако их количество может варьироваться в зависимости от уровня воды.
Рыбы: лосось, сиг, ряпушка, щука, плотва, лещ, окунь, ёрш.
Код объекта в государственном водном реестре — 02020000911102000005490.